# Drosophila morena
Drosophila morena este o specie de muște din genul Drosophila, familia Drosophilidae, descrisă de Forta-pessoa în anul 1954. Conform Catalogue of Life specia Drosophila morena nu are subspecii cunoscute.